# Chiesa di San Silvestro (Saletto)
La chiesa di San Silvestro è un edificio sacro situato a Saletto di Borgo Veneto, in località Cavaizza, lungo l'arteria che congiunge Saletto a Noventa Vicentina. Originariamente questa zona doveva essere una fascia sabbiosa sull'antico alveo del fiume Adige.

## Storia

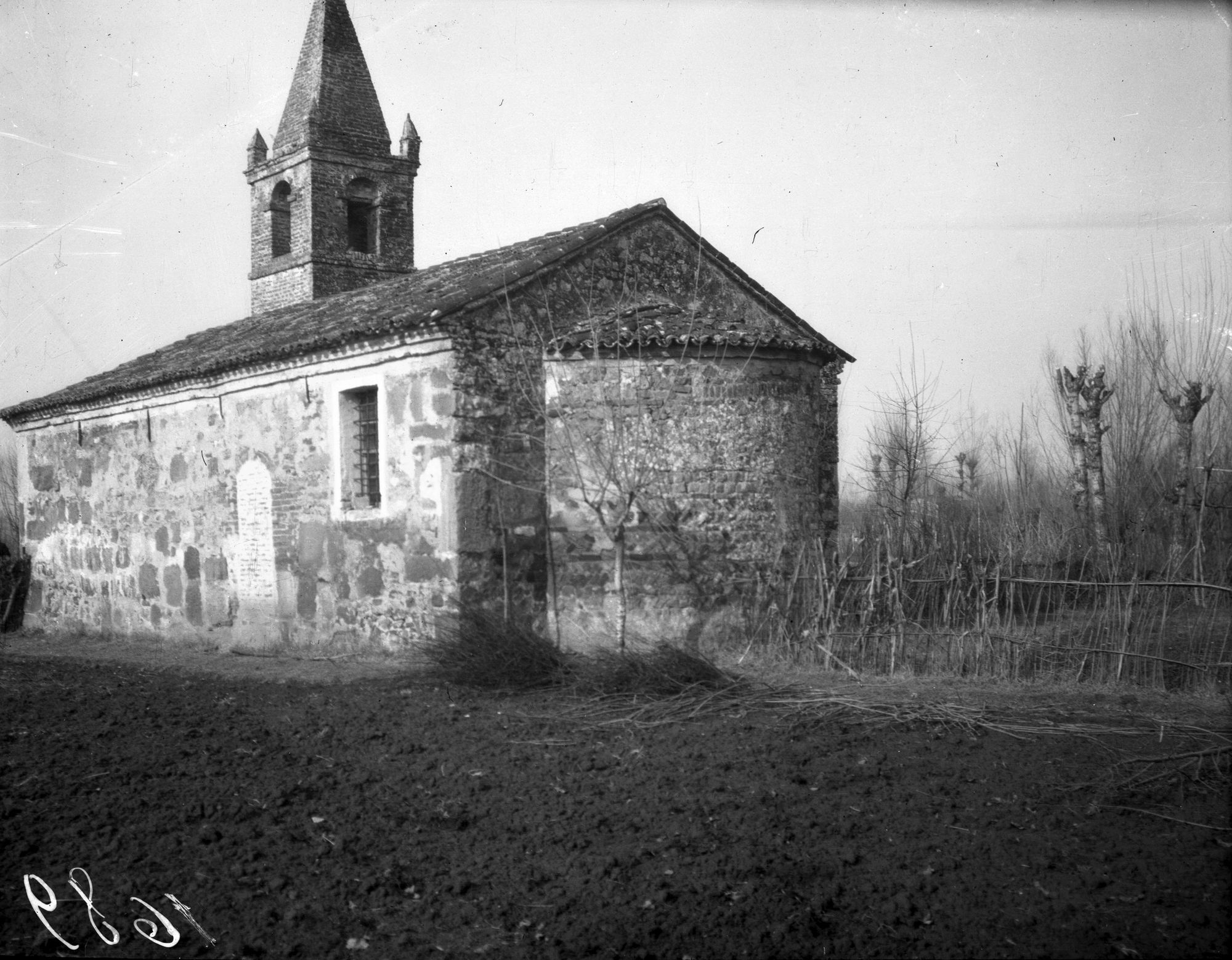
Veduta della chiesa e della muratura dell'abside di San Silvestro di Saletto (01/02/1909)

L'attuale chiesa venne edificata tra il IX e il X secolo, con materiale di spolio di epoca romana, probabilmente abbondanti in loco, principalmente utilizzate per la costruzione delle pareti. Queste sono costituite prevalentemente da pietre bianche, marmo rosso di Verona e trachiti euganee provenienti da basolatura stradale, e in misura minore da cippi, coppi ed embrici. La chiesa viene ricordata per la prima volta il 27 febbraio del 1145.
Grazie a una serie di documenti che abbracciano il periodo dal X al XIII secolo, sappiamo che la chiesa si trovava sotto i possedimenti del monastero di San Silvestro di Nonantola, fondato in epoca longobarda e favorito da Carlo Magno e i suoi successori.
L'edificio sacro sorge in una regione storicamente indicata dal toponimo “Scodosia”, che in epoca longobarda andava a designare un territorio amministrato da uno sculdascio (un magistrato del regno) e dipendente direttamente dal re.
Il sito è caratterizzato anche da un'alta concentrazione di nuclei sepolcrali, infatti rientra tra le chiese che esercitavano funzioni di cura d’anime e/o custodia di sacre reliquie ed esercitava di conseguenza una forte attrazione per la popolazione di campagna circostante. Viene ricordata durante la visita del vescovo Barozzi nel 1488 come ecclesia hospitalis.
I restauri effettuati alla fine degli anni novanta hanno confermato la datazione e la presenza di almeno tre precedenti edifici, dei quali si evidenziano i resti dei muri perimetrali, più piccoli, e che, grazie alla presenza di sepolture antistanti l'originale facciata che conservavano arredi funerari di epoca longobarda, si poterono collocare nel VII secolo.
La parrocchia di San Silvestro è menzionata anche tra le 335 parrocchie della Romea Strata che lungo il cammino si dedicano agli aspetti spirituali del pellegrino.

## Descrizione

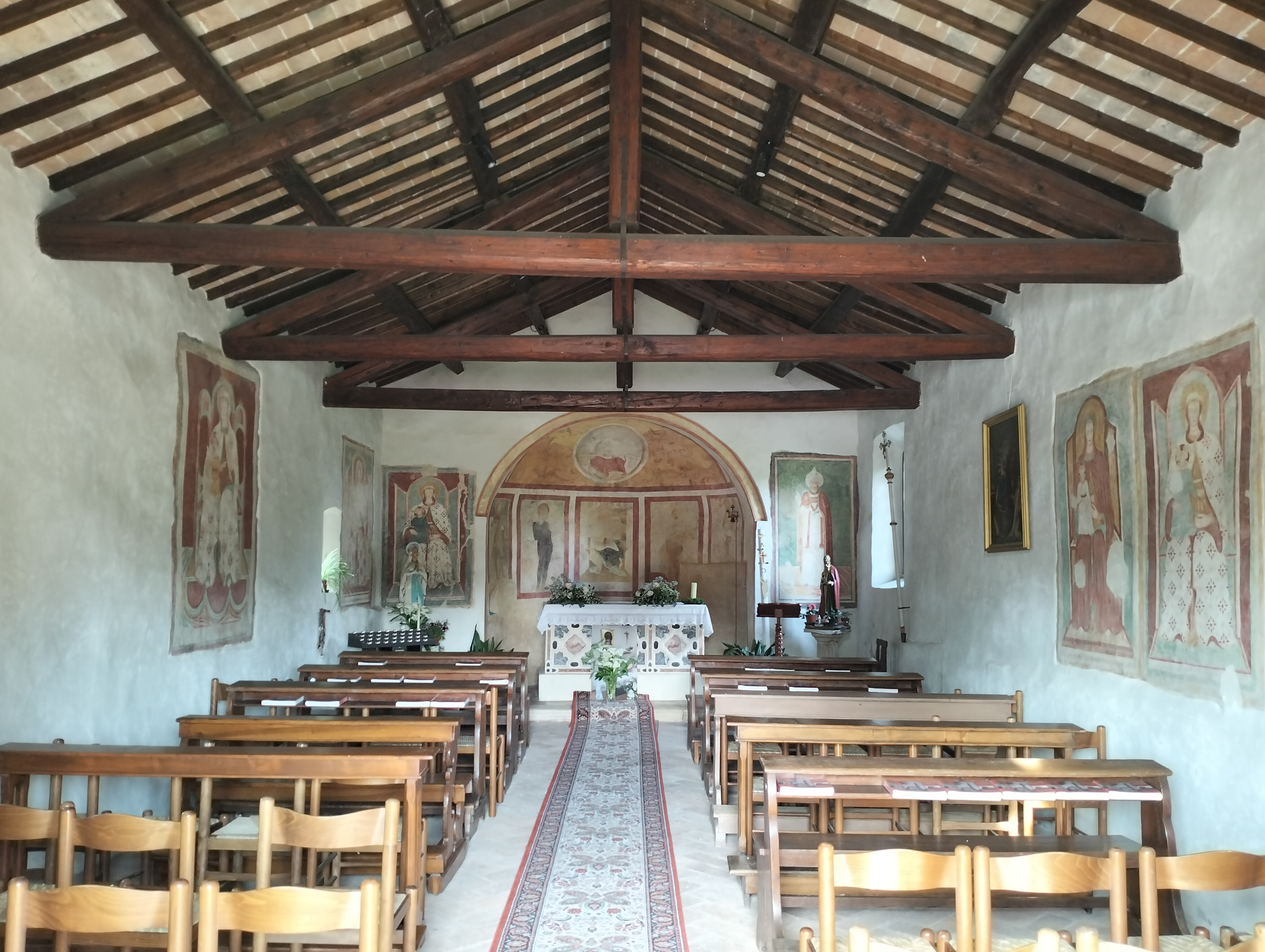
Veduta interna della navata

L'edificio è semplice, tipica architettura romanica. Le dimensioni dell'edificio a pianta rettangolare sono di 12,70 m di lunghezza x 6,60 m circa di larghezza. Presenta una navata singola, con copertura a capanna sostenuta da capriate lignee e pavimento in laterizi. L'abside, come era uso nelle più antiche chiese cristiane, è rivolto ad Est. La struttura incorpora anche il campanile, posizionato a sinistra della facciata, di forma massiccia, il quale poggia su un pilastro che, all'interno dell'edificio, è costituito da una stele sepolcrale in trachite su cui è scolpita l'iscrizione VALGIAE CVRVLANI, e la cui altezza raggiunge i 12 m. La cella campanaria dispone di 4 finestre ad arco ed è sormontata da una copertura piramidale a base quadrangolare che termina con una croce in ferro. Altri elementi architettonici caratteristici sono le finestrelle laterali a doppio sguincio e quella presente sulla facciata, a croce.
L'abside è semicircolare e presenta un paramento a spina di pesce. Nella parete a sud si nota all'esterno quella che probabilmente era un'antica porta che poteva collegare la chiesa al convento.
All'interno vi è un unico altare, posizionato nel presbiterio che termina a conca e impreziosito dagli affreschi nel catino. Inoltre è stata collocata sempre all'interno della chiesa una stele funeraria di epoca romana ritrovata sotto l'altare durante i restauri.
I materiali principalmente utilizzati, oltre i materiali di recupero di epoca romana, sono principalmente pietre bianche, trachite euganea e marmo rosso di Verona.

### Affreschi

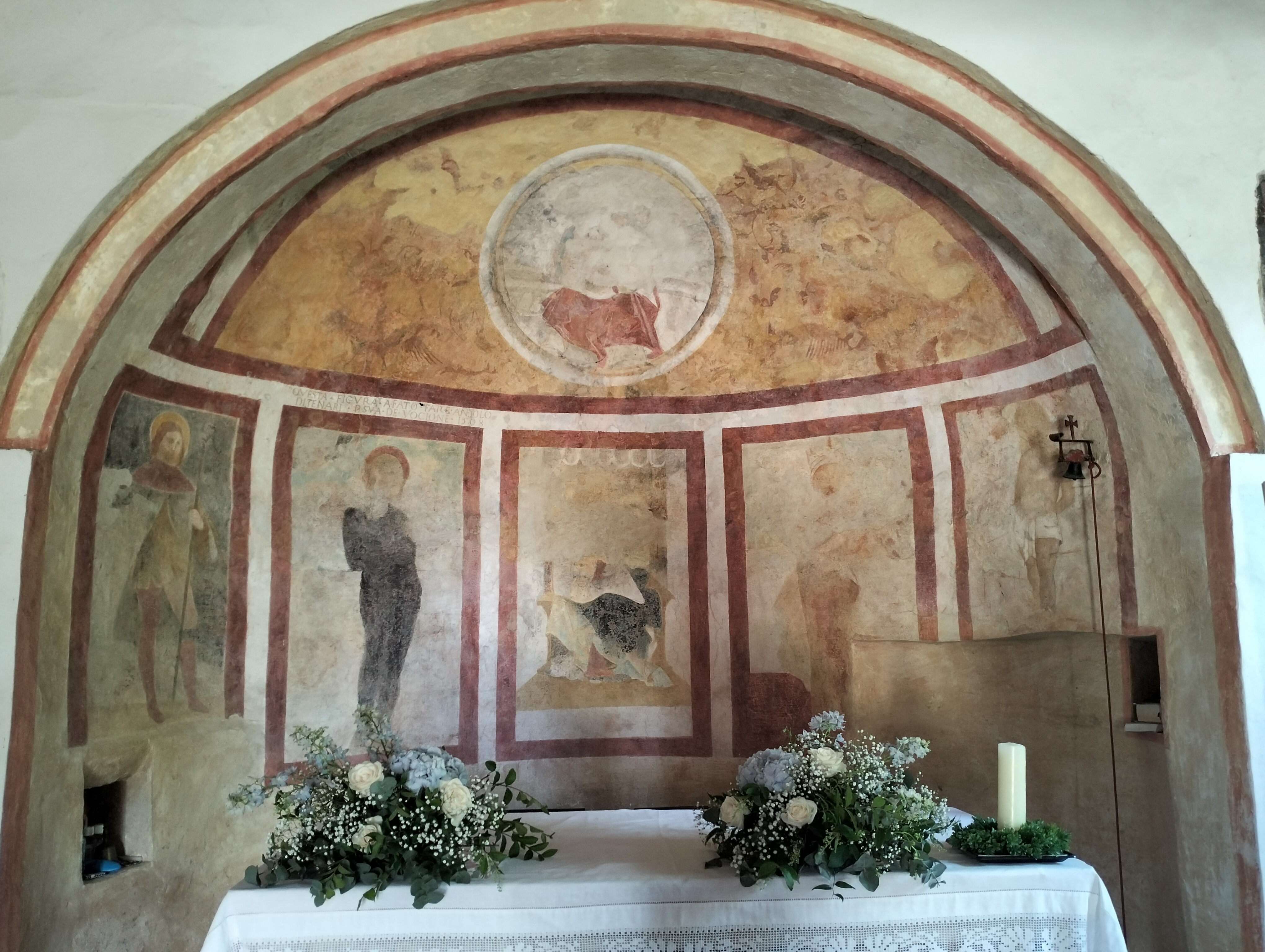
Altare della chiesa con catino affrescato

Il catino è affrescato con dipinti databili al 1508 che rappresentano presumibilmente un Cristo pantocratore che sovrasta la Madonna e quattro santi tra cui San Rocco e San Sebastiano. Oltre la data riportata sopra uno degli affreschi è possibile leggere anche la scritta "Questa figura a fatto fare Anzolo de Jennari per sua devocione 1508". 

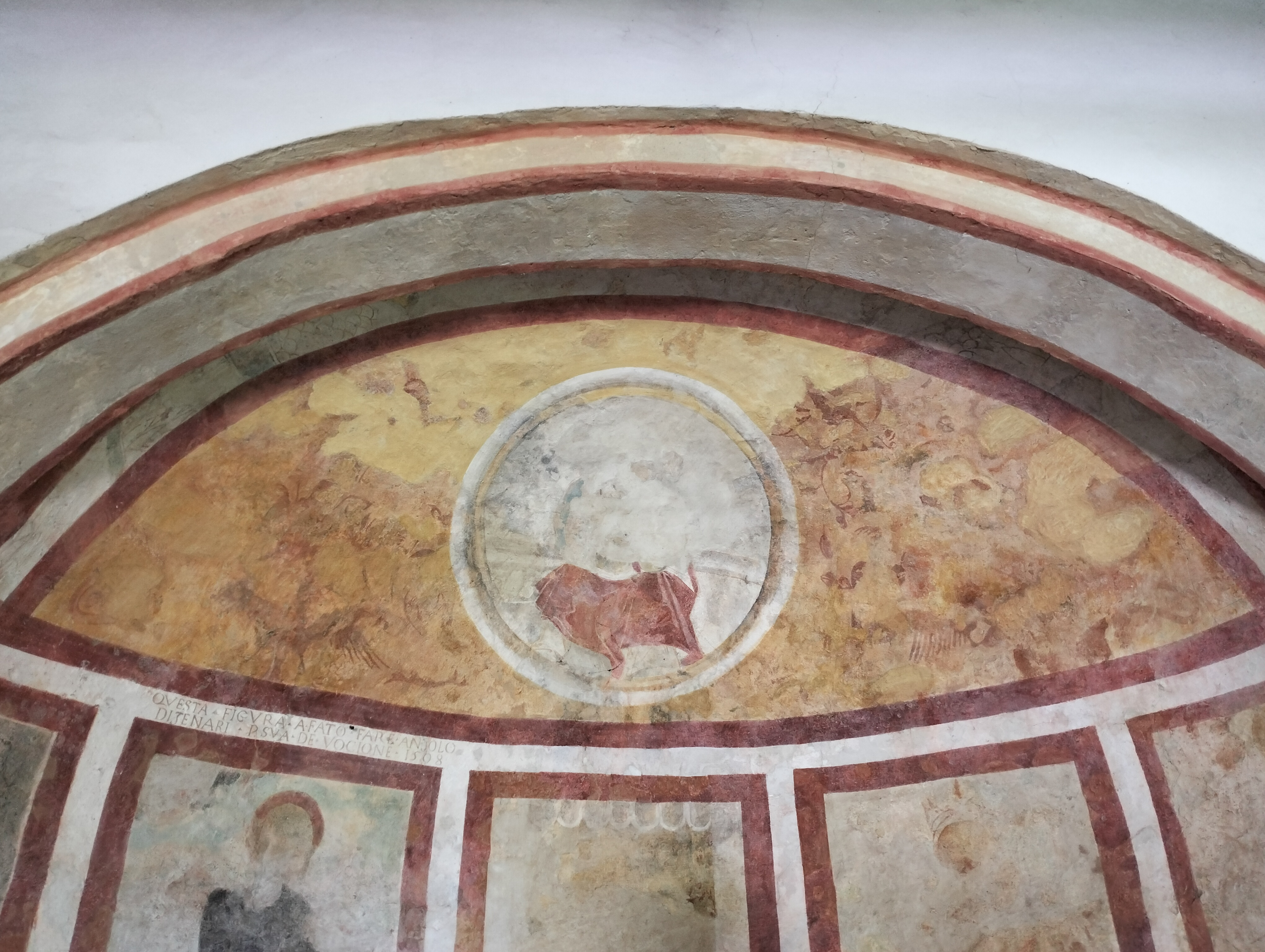
Cristo Pantocratore, affresco
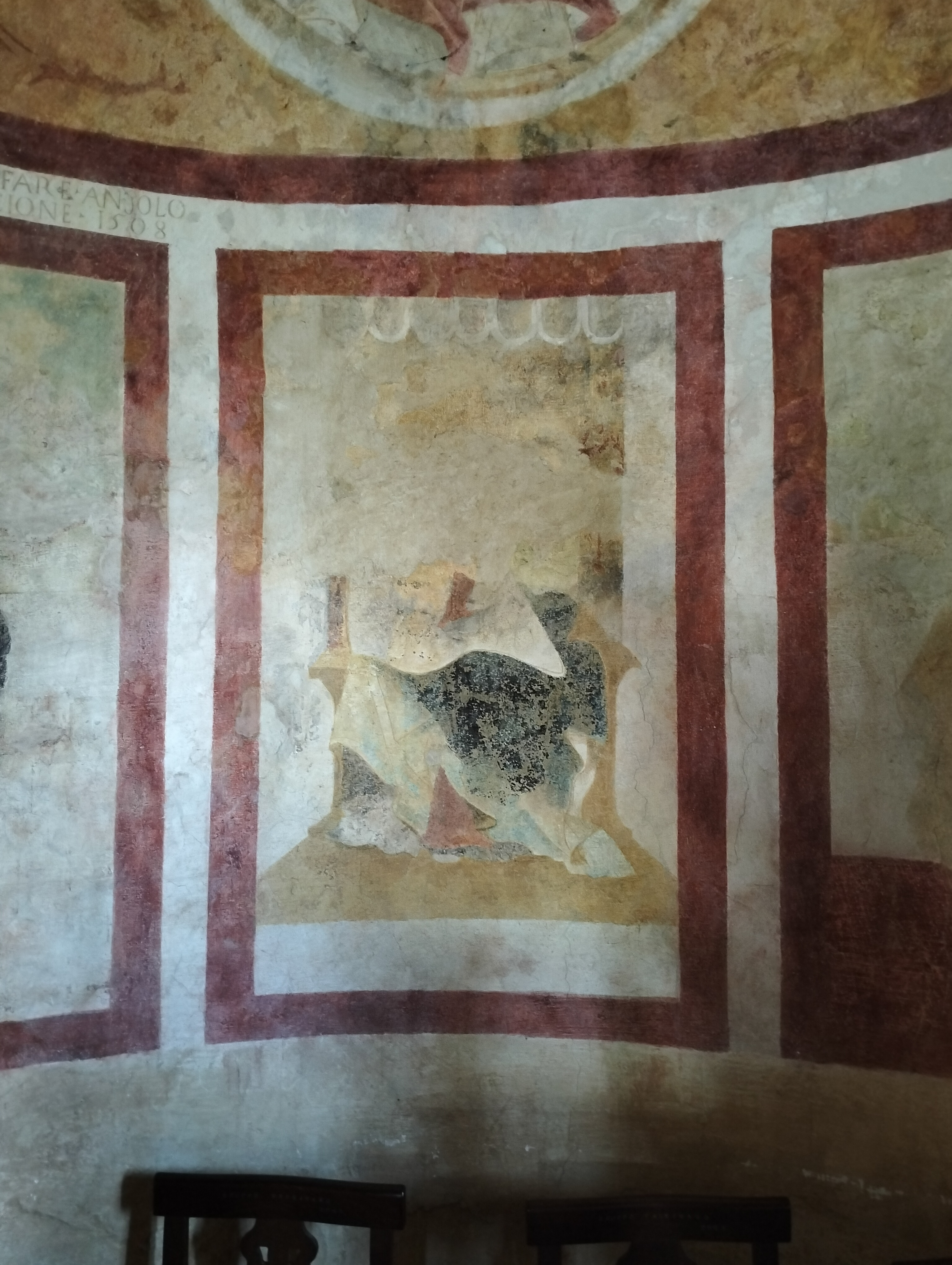
Maestà nell'abside, affresco
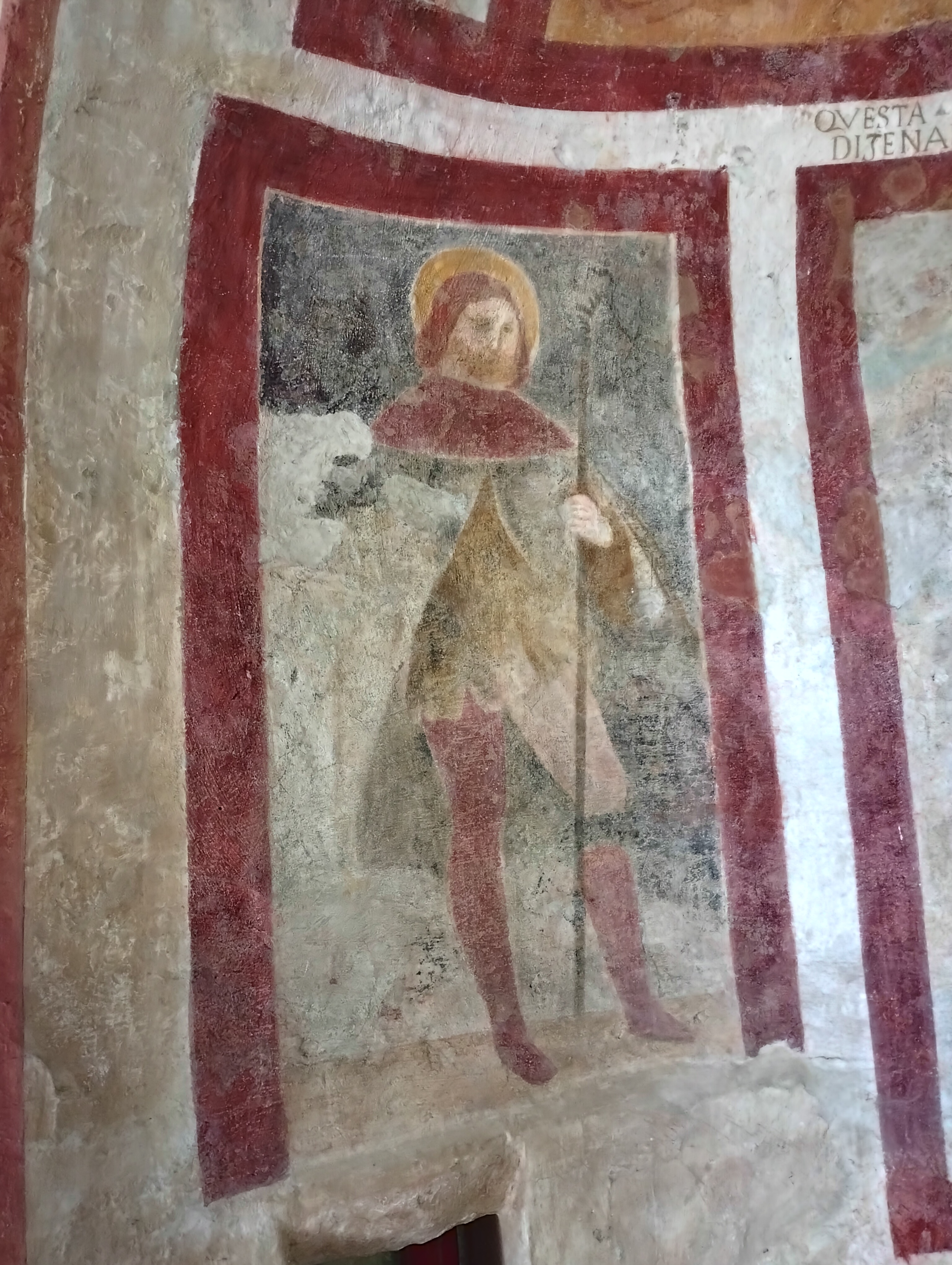
San Rocco, affresco
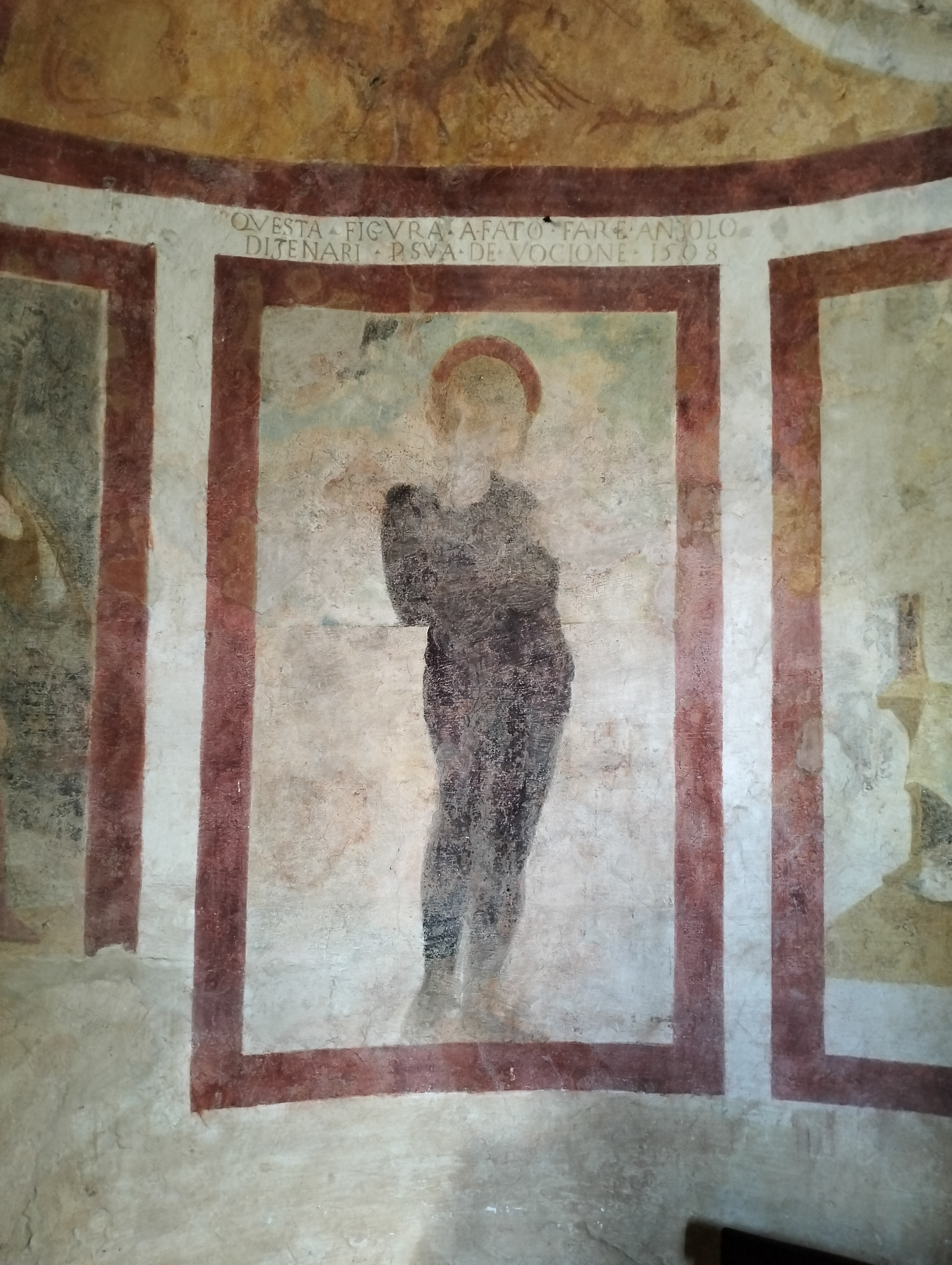
San Sebastiano, affresco
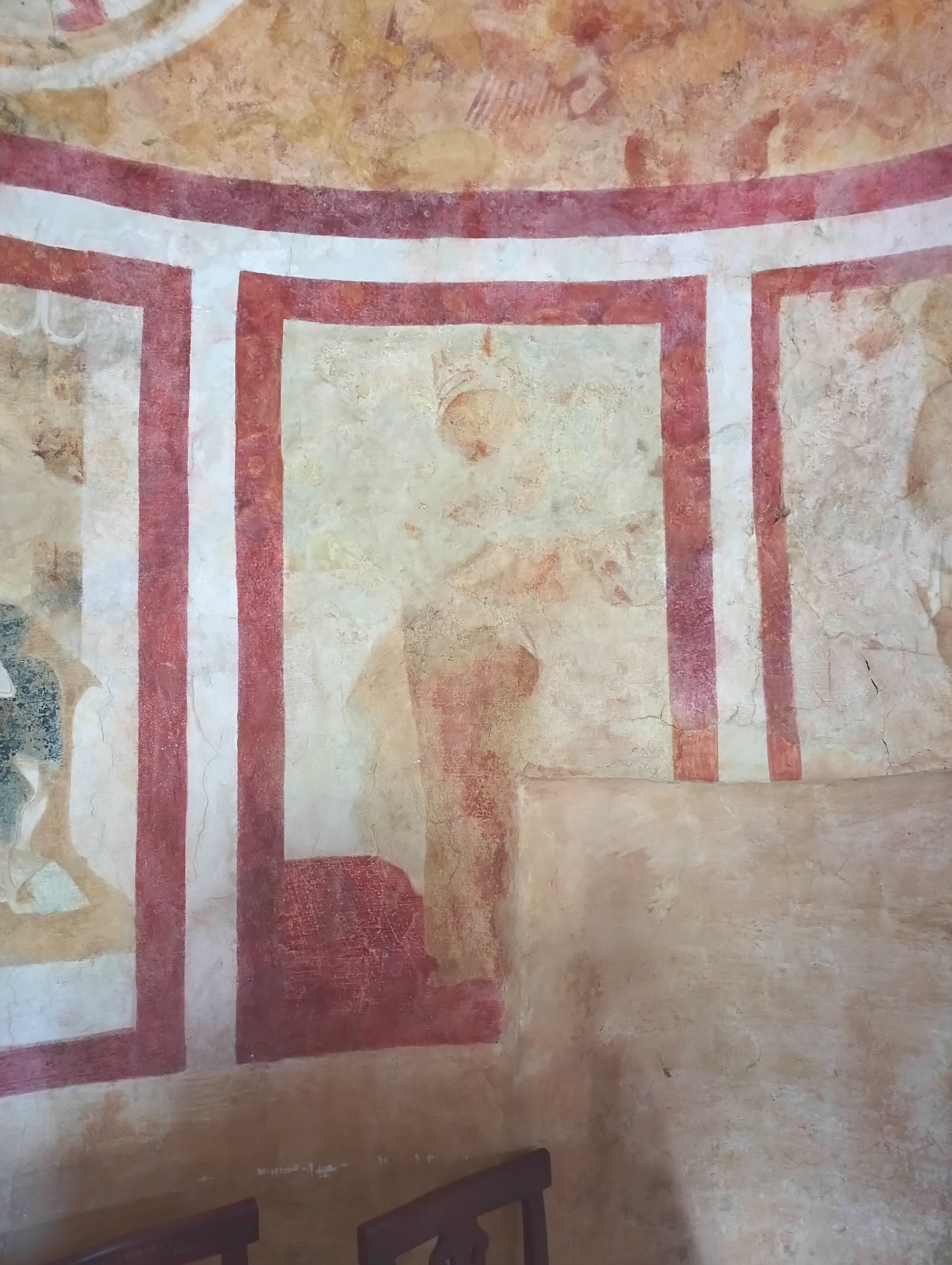
Figura ignota, affresco
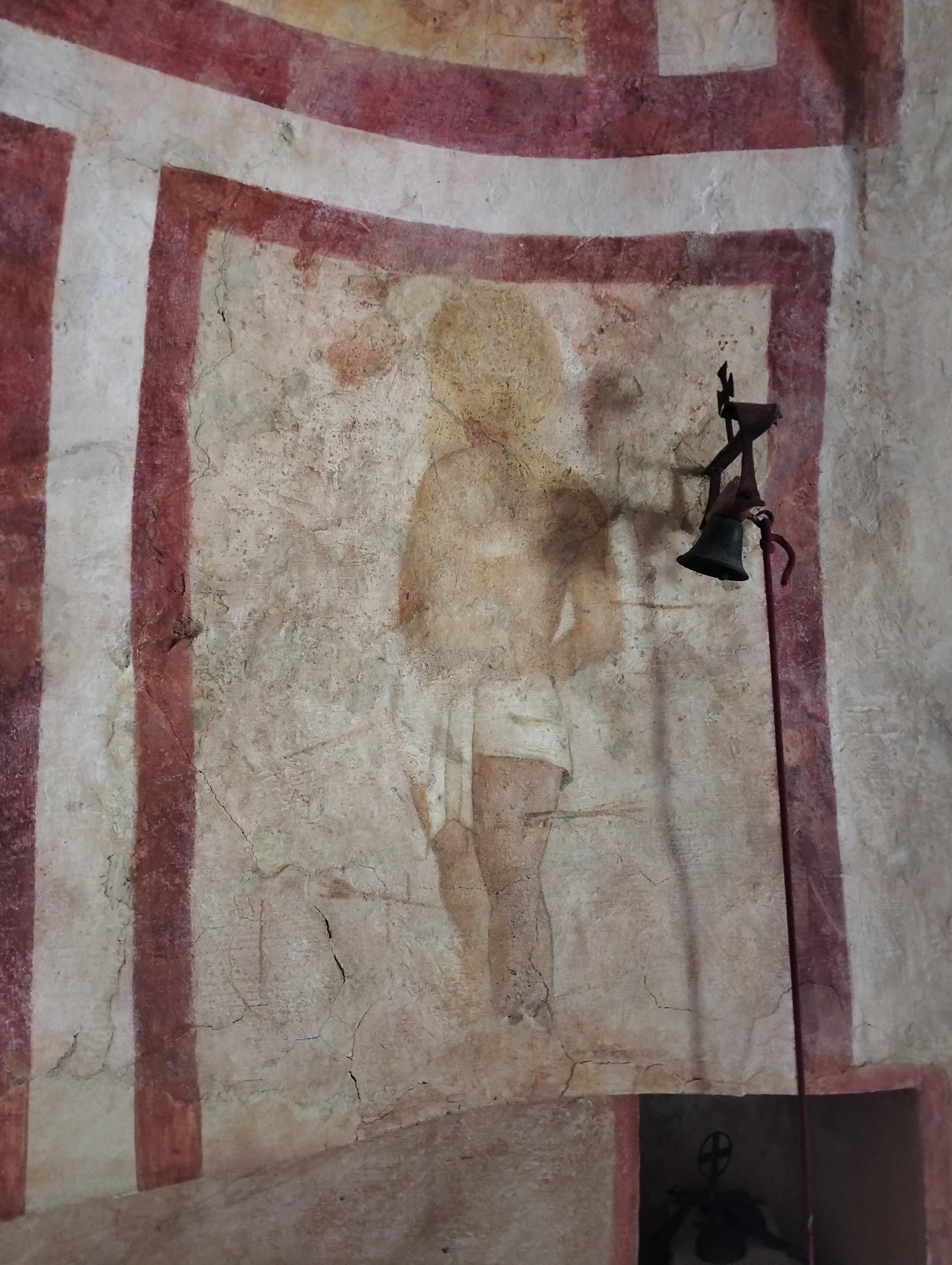
Figura ignota, affresco

Le murature interne sono ulteriormente impreziosite da affreschi databili alla seconda metà del XV secolo. Sono stati recuperati il secolo scorso, dopo essere stati a lungo ricoperti di intonaco. Alla destra dell'altare troviamo un affresco raffigurante San Silvestro papa con il manto papale rosso e la tiara sul capo, mentre alla sua sinistra e su quelle laterali troviamo cinque Maestà (Madonna col Bambino seduti in trono). La Madonna alla sinistra dell'abside ha sulle ginocchia il Bambino con una veste verde. Nella parete nord, a sinistra dell'abside, vicino alla finestrella murata troviamo un'altra Madonna più sontuosa con una veste giallo-oro e alla sua destra la Madonna che risulta essere la più rovinata dell'intero ciclo di affreschi. Una delle due Madonne sulla destra indossa un manto rosso con il Bambino in veste bianca e l'altra ha un vestito bianco a fiori con il Bambino vestito di verde. In uno degli affreschi sembra riconoscibile una data che li fa risalire alla seconda metà del XV secolo.
Sono presenti anche dei lacerti di diverse fasi di affresco, dilavato, visibili sulla facciata della chiesa. L'ultima fase presenterebbe i resti di due aureole in stucco, simili ad una delle Maestà all'interno, indicando la rappresentazione del medesimo soggetto.

Molto probabilmente gli affreschi furono commissionati come ex voto da ignoti che ricevettero delle grazie.

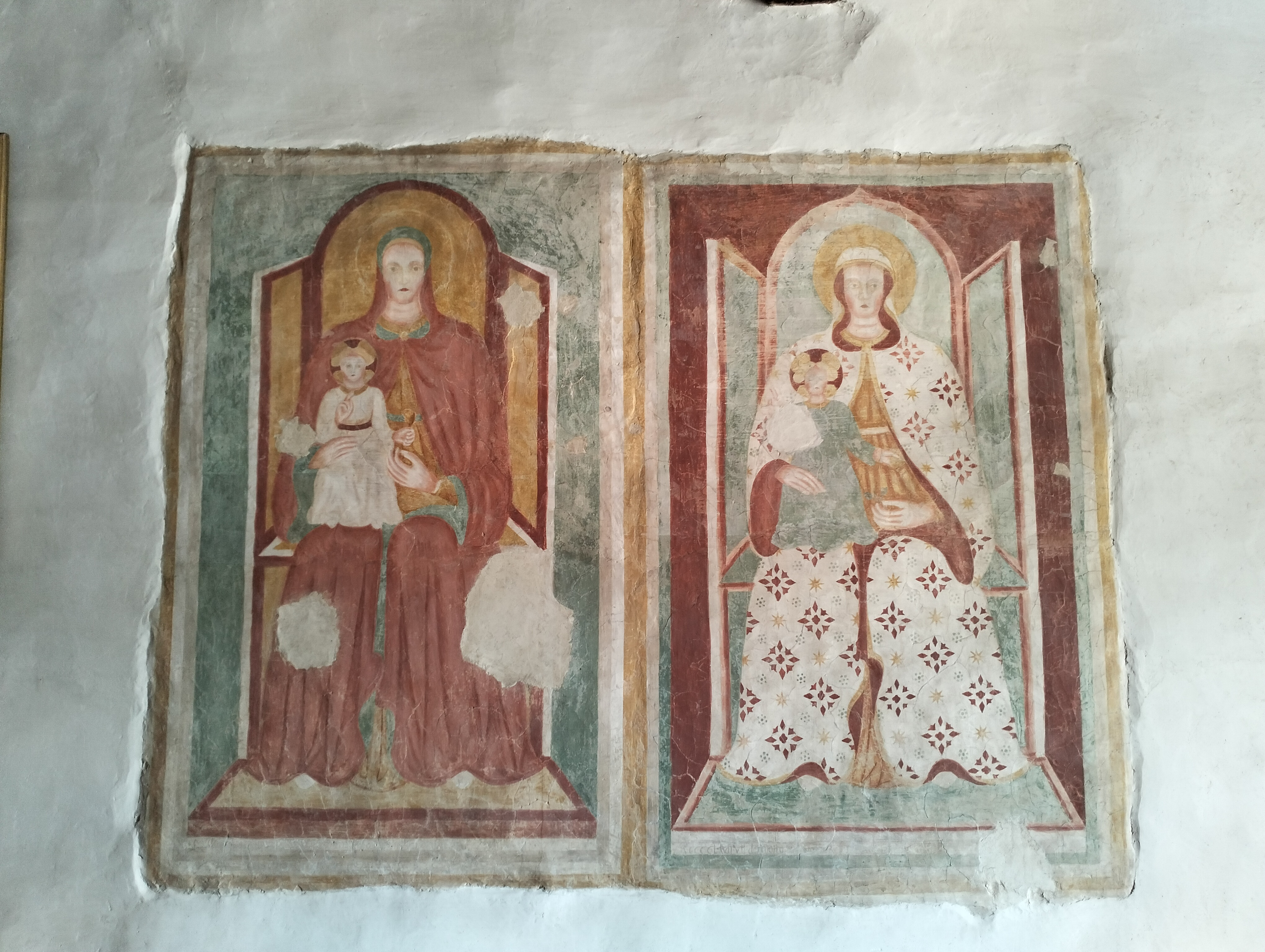
Le due Maestà sulla parete sud, affresco
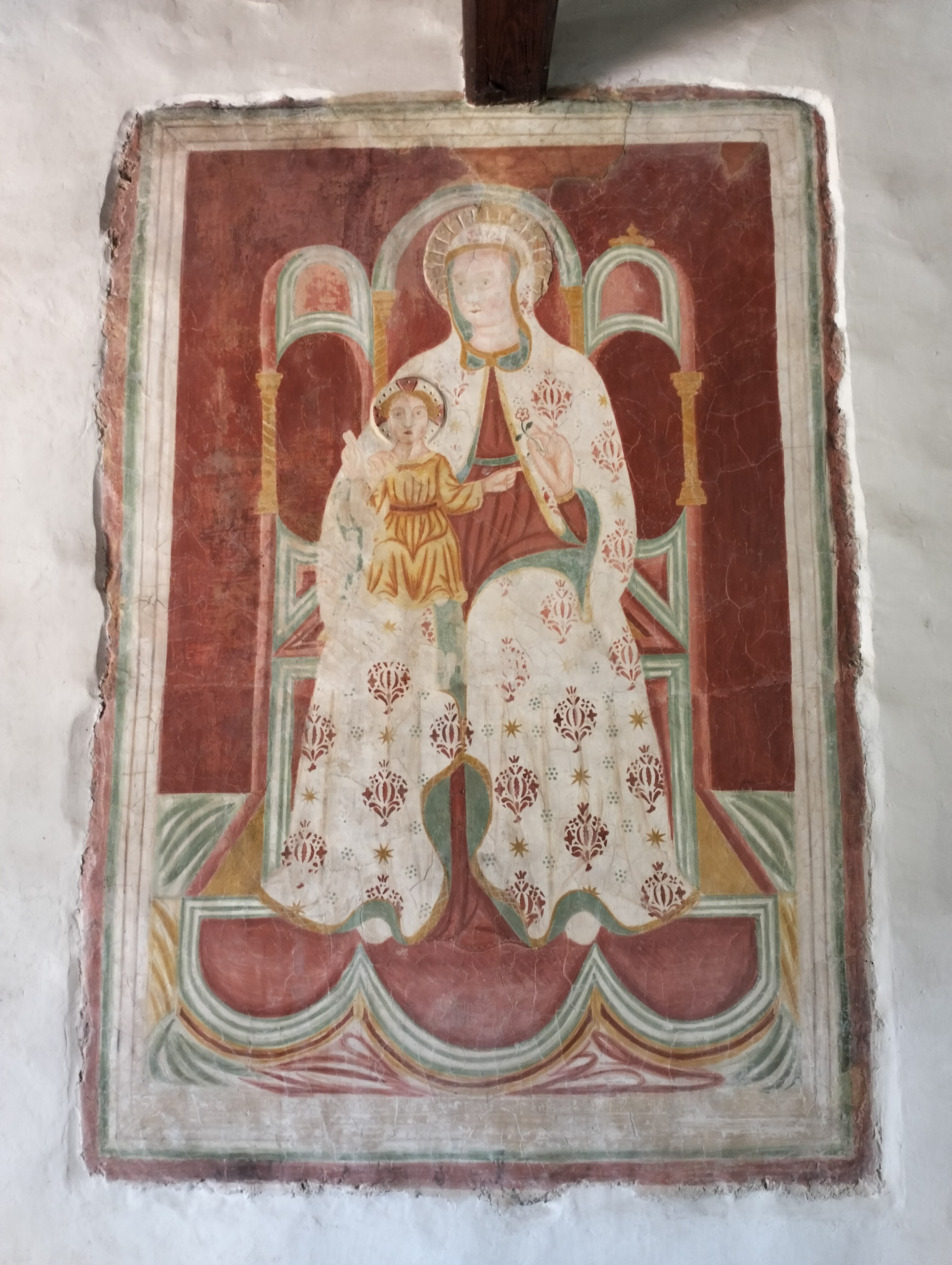
Maestà sulla parete nord, al centro, affresco
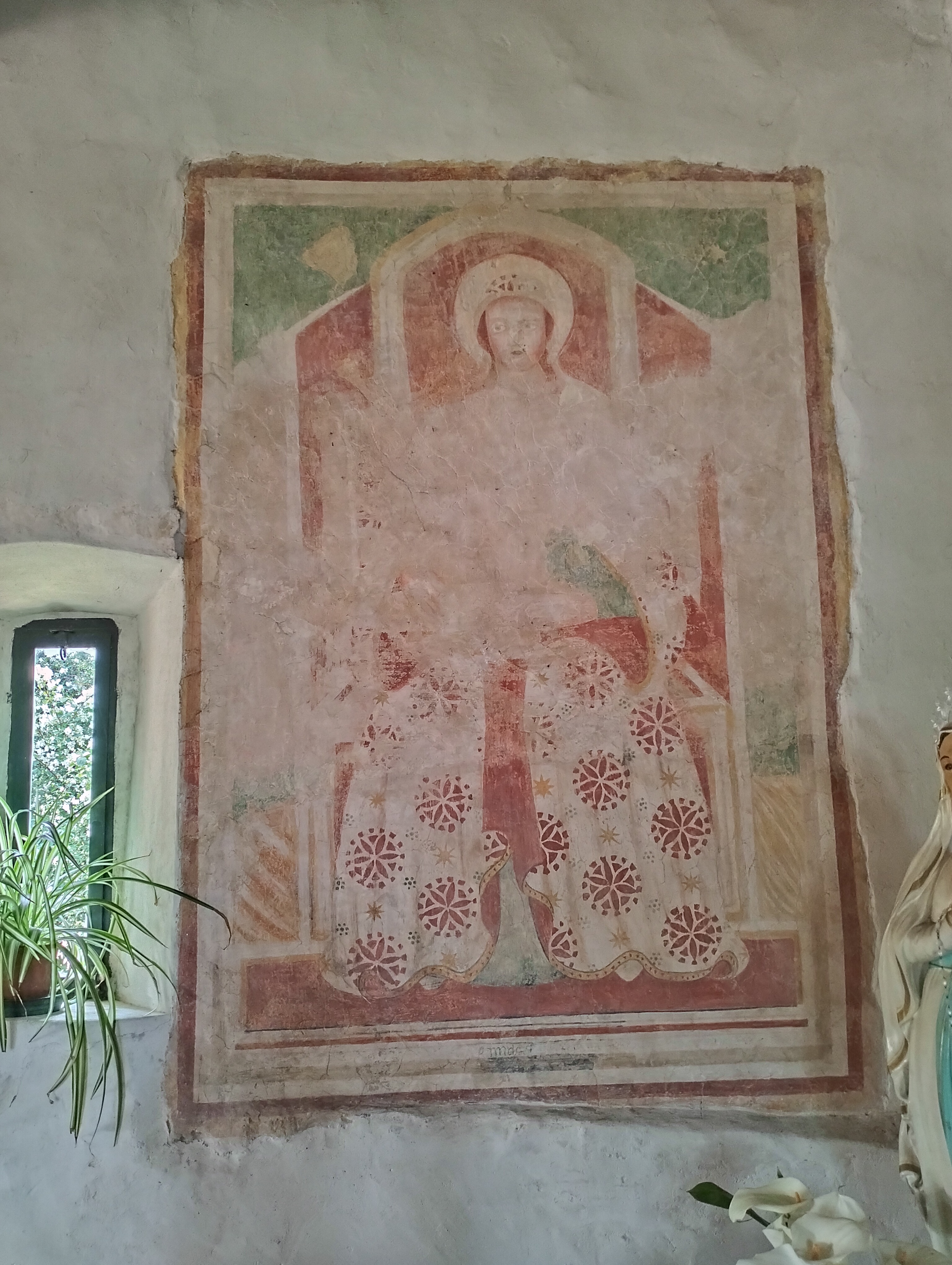
Maestà sul lato nord, sulla destra, affresco
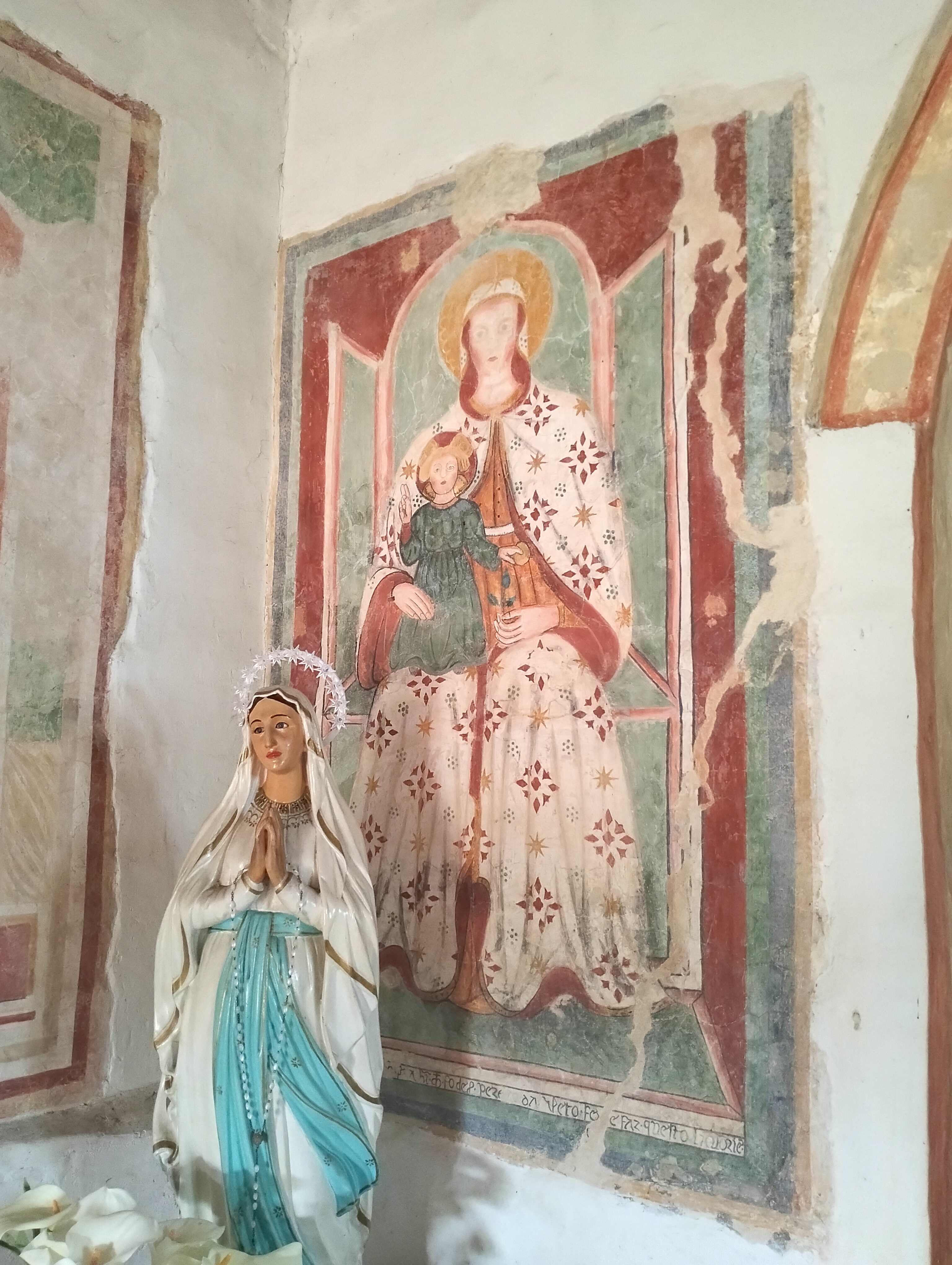
Maestà sulla parete dell'abside, affresco
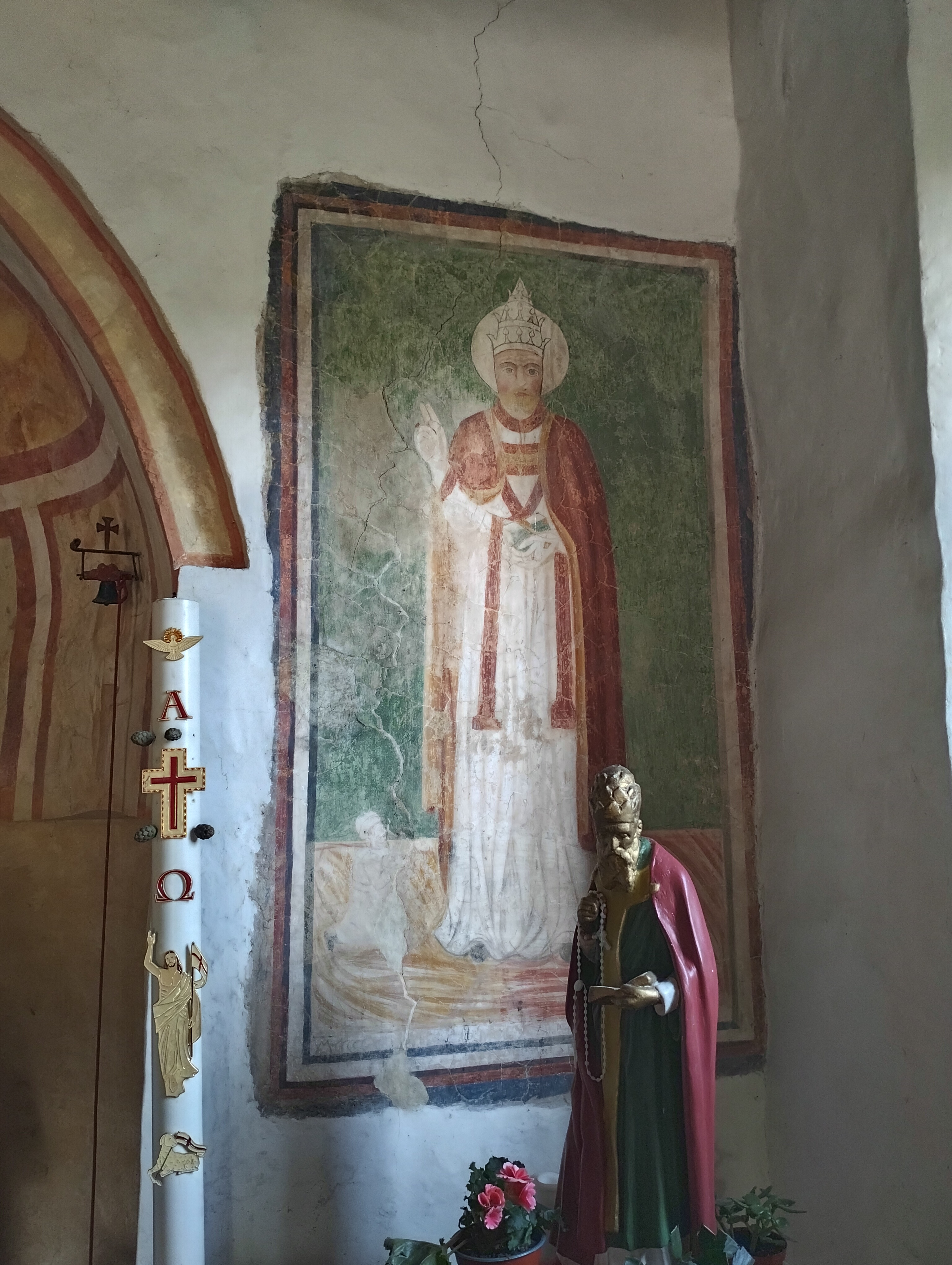
San Silvestro sulla parete dell'abside, affresco
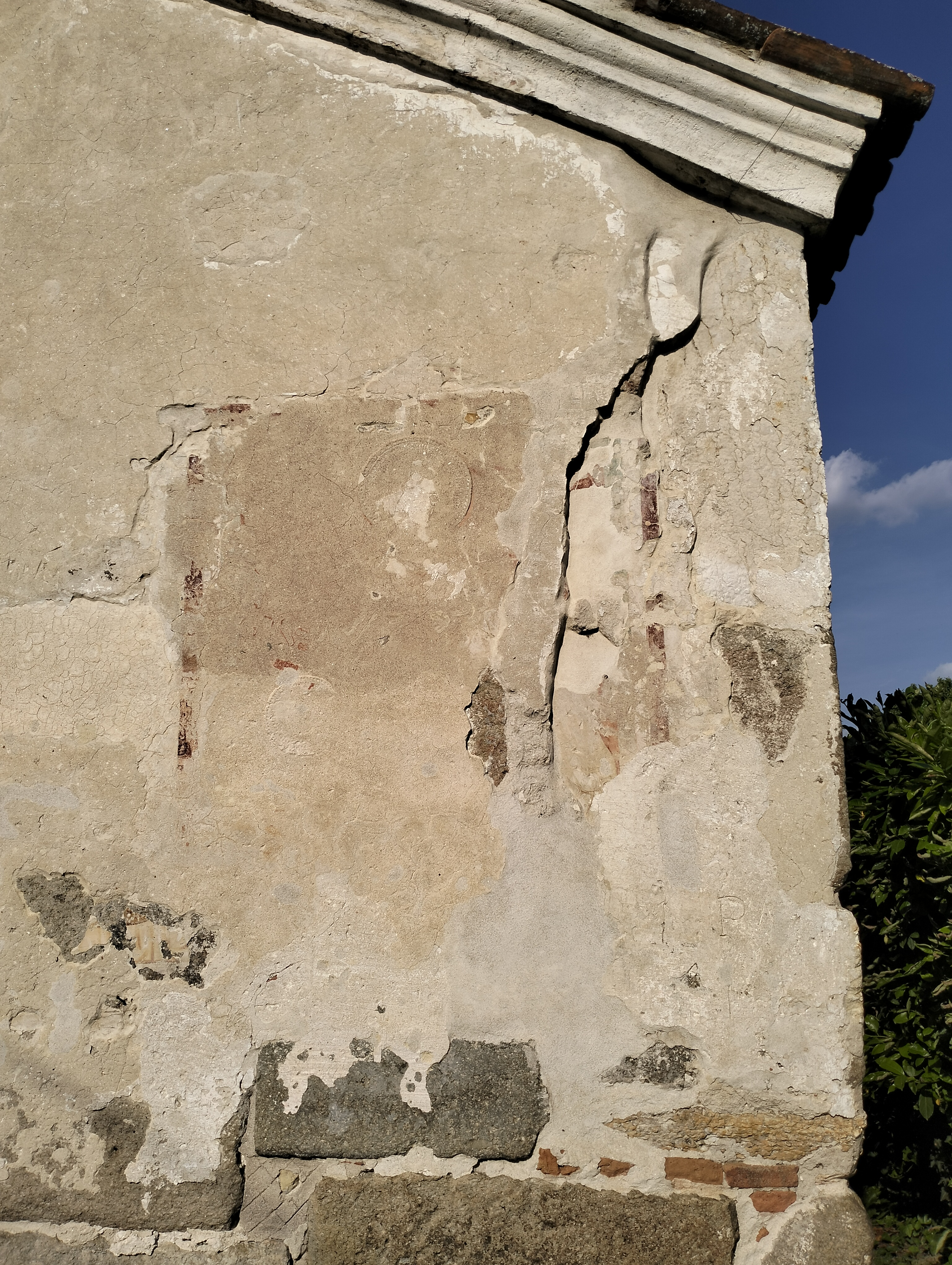
Lacerti di affresco sulla facciata della chiesa

## Scavi archeologici
Gli scavi archeologici sono avvenuti tra il 1997 e il 1998. Le indagini per prima cosa hanno permesso di identificare le fondazioni della facciata della chiesa precedente sotto il pavimento di quella attuale, risalente a prima del 1500.
Queste fondazioni hanno potuto far concludere che la chiesa precedente era di circa 2 metri più stretta e di 3 metri più corta. Inoltre, sono state riconosciute delle trincee di asportazione, che hanno potuto confermare che sono stati riutilizzati i materiali della costruzione precedente per la chiesa attuale.
L'ampliamento della chiesa ha distrutto ed inglobato alcune sepolture, sia di adulti che di infanti e bambini. Queste erano tutte orientate con il capo ad ovest e di tipologia "fossa terragna". Degli elementi datanti sono stati forniti dalla tomba di un infante dove, attorno al suo collo, sono state trovate due perline particolarmente elaborate perfettamente sovrapponibili a quelle di altri corredi longobardi risalenti alla prima fase di occupazione dell'Italia, dopo il 568 d.C.
Un altro elemento che ha potuto permettere la datazione della prima fase della chiesa è la scoperta delle fondazioni di un primo abside quadrato, tipologia risalente al periodo tra VI e VII secolo. Questo, insieme alle perline ed altri elementi, ha potuto confermare che la prima costruzione della chiesa risale proprio al VII secolo.
Gli interventi archeologici hanno infine fatto luce sulle fondazioni dell'altare, rivelando che sono state costruite sfruttando anche dei frammenti di lapidi romane. Anche all'esterno sono visibili dei frammenti di cippi e blocchi, di trachite e di marmo rosso veronese, risalenti all'epoca romana.

## Mappe storiche
La Chiesa di San Silvestro nella Mappa del Catasto Napoleonico (1811) dall’Archivio di Stato di Padova. 

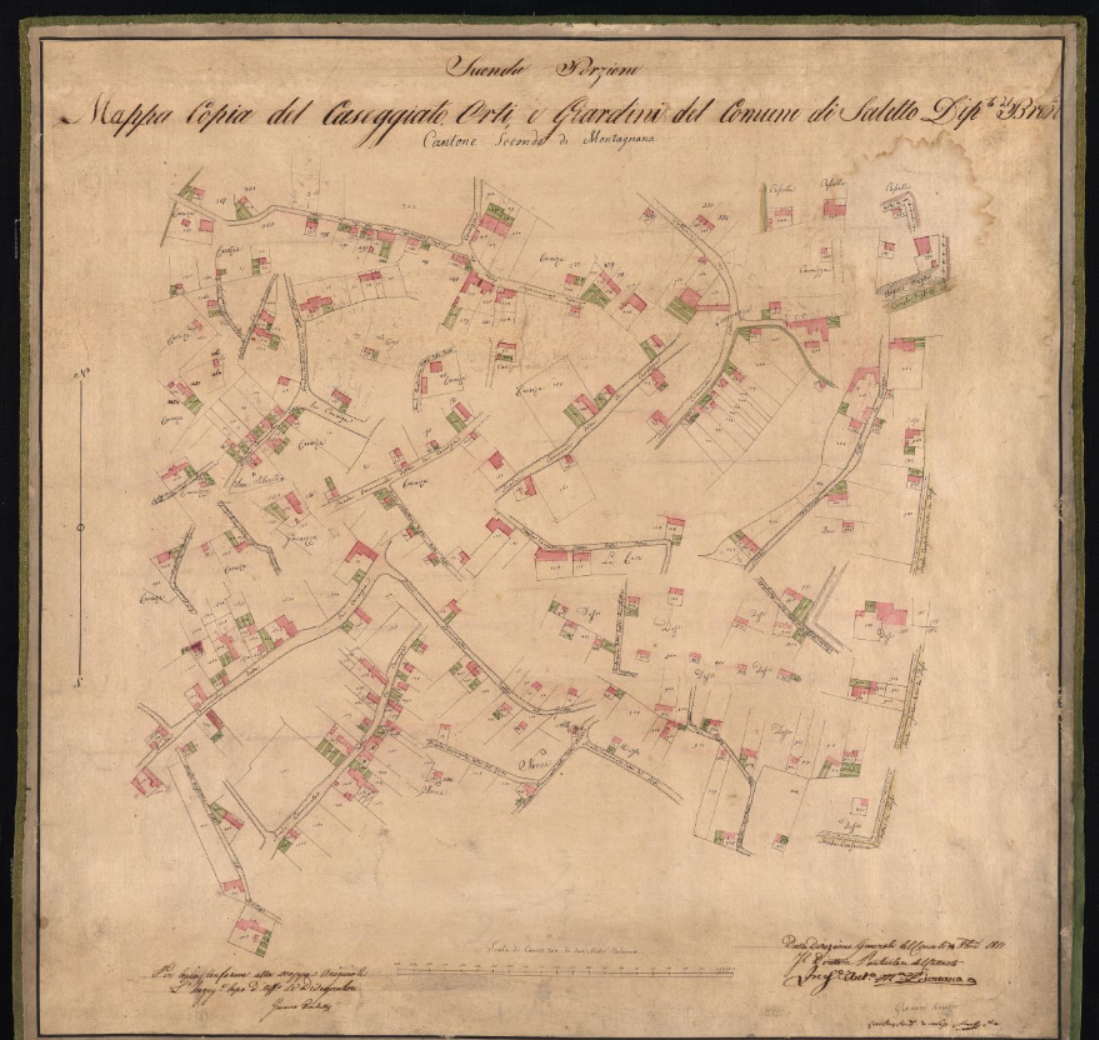
Mappa storica Catasto Napoleonico (1811) - Ministero della Cultura – Archivio di Stato di Padova (n. 08/2024)

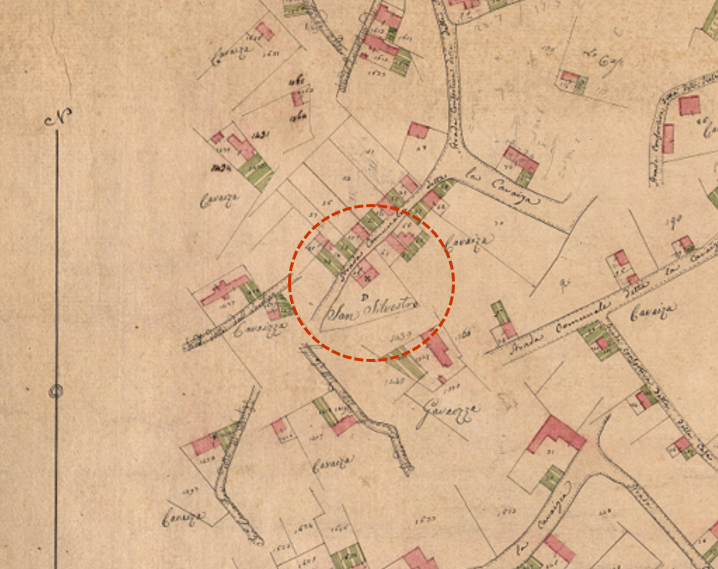
Chiesa di San Silvestro a Saletto nel Catasto Napoleonico (1811) - Ministero della Cultura – Archivio di Stato di Padova (n. 08/2024)

### Annotazioni
1. ↑  i restauri non hanno consentito di recuperare la parte superiore dell'affresco, tuttavia è un'iconografia tipica del periodo.

### Fonti
1. 1 2   Chiesa di San Silvestro a Saletto, su Colli Euganei. URL consultato il 2 maggio 2024.
2. ↑   Annalisa Colecchia, Il censimento delle chiese altomedievali nel territorio padovano, Roma, Viella, 2008,  p. 150.
3. ↑   Il Veneto paese per paese, collana Enciclopedia dei comuni d'italia, Vol. IV, Firenze, Bonechi, 1999,  p. 355.
4. ↑   Gian Pietro Brogiolo, Insediamenti, chiese e porti lungo il basso Adige tra VI e X secolo, Padova, 2016,  p. 429.
5. ↑   Gian Pietro Brogiolo, Este, l'Adige e i Colli Euganei: storie di paesaggi, collana Progetti di archeologia, SAP, Società archeologica, 2017,  p. 235.
6. ↑   Annalisa Colecchia, Il censimento delle chiese altomedievali nel territorio padovano, collana Interadria, Viella, 2008,  p. 150.
7. ↑   Annalisa Colecchia, Il censimento delle chiese altomedievali nel territorio padovano, collana Interadria, Viella, 2008,  p. 156.
8. ↑   Gian Pietro Brogiolo, Insediamenti, chiese e porti lungo il Basso Adige tra VI e X secolo, Padova, 2016,  p. 429.
9. 1 2 3   Il Veneto paese per paese, collana Enciclopedia dei comuni d'Italia, Vol. IV, Firenze, Bonechi, 1999,  p. 356.
10. ↑   Parrocchie Romea Strata, su romeastrata.org.
11. ↑   Chiesa di San Silvestro Saletto di Montagnana un gioiello campestre, su turismo-padova.com. URL consultato il 21 maggio 2024 (archiviato dall'url originale il 10 gennaio 2012).
12. ↑   Il Veneto paese per paese, collana Enciclopedia dei comuni d'Italia, Vol. IV, Firenze, Bonechi, 1999,  p. 355.
13. ↑   Parrocchia di Saletto, CAMMINARE INSIEME - Giornale quadrimestrale a colori della Parrocchia di Saletto, in CAMMINARE INSIEME, 1997.
14. ↑   Architetto Alberto Ruffato, Direttore dei lavori, La chiesetta di San Silvestro, in La chiesetta di San Silvestro, 21 ottobre 1999.
15. 1 2 3   Architetto Alberto Ruffato, Direttore dei lavori, La chiesetta di S. Silvestro, in La chiesetta di S. Silvestro, 21 ottobre 1999.
16. ↑   Il Veneto paese per paese, collana Enciclopedia dei comuni d'Italia, Vol. IV, Firenze, 1999, Firenze,  p. 356.
17. ↑   Parrocchia di Saletto, CAMMINARE INSIEME - giornale quadrimestrale a colori della Parrocchia di Saletto, in CAMMINARE INSIEME, 1997.
18. ↑   Architetto Alberto Ruffato, direttore dei lavori, La chiesetta di S. Silvestro, in La chiesetta di S. Silvestro, 21 ottobre 1999.
19. ↑   Parrocchia di Saletto, CAMMINARE INSIEME - giornale quadrimestrale a colori della parrocchia di Saletto, in CAMMINARE INSIEME, 1997.
20. 1 2 3   Stefano Tuzzato, Il Gioiello di S. SIlvestro, in CAMMINARE INSIEME - giornale quadrimestrale a colori della Parrocchia di Saletto, 1997.
21. ↑   Il Veneto paese per paese, collana Enciclopedia dei volumi d'Italia, Vol. IV, Firenze, Bonechi, 1999,  p. 356.